# باغستان (شهر نو)
باغستان جماعت و شهرکی در کشور تاجیکستان است که در ناحیهٔ شهر نو ناحیه‌های تابع جمهوری قرار دارد. جمعیت این جماعت ۷۳۷۳ است.